# 來自天外
《來自天外》（日語：仏ゾーン）是日本漫畫家武井宏之的第一部連載作品，於1997年第12至30期的《週刊少年JUMP》上連載，後因連載途中遭腰斬而結束。之後另在2003年時製作成為三份廣播劇CD，分別為：覺醒之章、試煉之章、悠久之章；其女主角沙琪在作者之後的作品《通靈王》當中出現。另外本作品也曾製作為短篇動畫，收錄在通靈王的特別編DVD『哀しみのかたち』當中。

## 簡介
少女沙琪從小居住的寺廟「西岸寺」面臨被地方上的角頭強制拆除的命運，千鈞一髮之際，佛堂裡的千手觀音神像竟然動了起來，擊退了來拆除寺廟的幫派份子。
神像碎裂之後，從中冒出了一個自稱是千手觀音的少年「千手」，千手說明自己身負佛王「大日如來」所交負的任務：護送釋迦牟尼的轉世者前往印度，並協助其悟道成為救世主「彌勒」，而釋迦牟尼的轉世者，就是西岸寺的少女．沙琪。
對於以人類的痛苦為食的魔族（魔羅）來說，救世主「彌勒」的出現對他們是一大威脅，於是天魔「波旬」便屢次派遣魔羅攻擊千手及沙琪，甚至同為佛陀一族的阿修羅也參與了加害沙琪的行動……

## 登場人物
千手（配音：朴璐美）
千手觀音菩薩，接受了大日如來的命令，前往人間保護即將成為彌勒佛的沙琪，借用西岸寺的千手觀音神像於人間現身，能力雖比不上佛國其他神祇，但是因為千手具有拯救眾人的過人慈悲，而被賦予保護沙琪的重任。
沙琪（另譯：沙堤）（廣播劇配音：小林沙苗、於通靈王登場配音：小松由佳）
被西岸寺的住持養育長大的孤兒少女，是釋迦牟尼的轉世者，為了頓悟成為救世主．彌勒菩薩，踏上了漫長的開悟旅程，大日如來預言她將在1999年．36歲時開悟。於「通靈王」當中登場的沙堤，就是沙琪開悟成為彌勒之後的姿態。
地藏（配音：熊井統子 、動畫：田中真弓）
地藏菩薩，千手的舊識，在釋迦牟尼圓寂後的兩千五百年間，一直待在人間等候釋迦牟尼的轉世：彌勒佛出現。
阿修羅（配音：石田彰）
天龍八部眾的首領，十分的尊敬釋迦牟尼佛，也因此對忘卻祂教誨的墮落世人充滿憎恨，試圖殺害沙琪以阻止她頓悟後拯救世人。
恐山安娜（配音：林原惠）
在恐山被巫女養育長大的孤兒，立志長大後要四處旅行以尋找親人。安娜具有降靈的能力，又被稱作「行動自如的巫女」。「通靈王」中的恐山安娜為二代目，與她之間的關係不明。稱呼養母為「奶奶」。
爺爺
西岸寺的和尚，也是沙琪的養父。本名是西岸良平（さいがん りょうへい）。

## 出版書籍
| 冊數 | 日文副標題 | 台灣副標題               | 香港副標題                   | 集英社        | 集英社             | 東立出版社         | 天下出版           |
| 冊數 | 日文副標題 | 台灣副標題               | 香港副標題                   | 發售日期      | ISBN               | ISBN               | ISBN               |
| ---- | ---------- | ------------------------ | ---------------------------- | ------------- | ------------------ | ------------------ | ------------------ |
| 1    |            | 看到佛像，代表英雄降臨！ | 看見佛像，要把祂當成英雄！！ | 1997年7月1日  | ISBN 4-08-872306-6 | ISBN 957-34-6190-0 | ISBN 962-953-241-7 |
| 2    |            | 斬斷煩惱的人             | 斬斷煩惱的男子               | 1997年10月1日 | ISBN 4-08-872307-4 | ISBN 957-34-6191-9 | ISBN 962-953-242-5 |
| 3    |            | 賽河濱決戰               | 賽河原的決戰                 | 1997年12月1日 | ISBN 4-08-872308-2 | ISBN 957-34-6412-8 | ISBN 962-953-272-7 |

文庫版
| 冊數 | 集英社        | 集英社                 |
| 冊數 | 發售日期      | ISBN                   |
| ---- | ------------- | ---------------------- |
| 1    | 2007年7月18日 | ISBN 978-4-08-618644-5 |
| 2    | 2007年7月18日 | ISBN 978-4-08-618645-2 |